# Грін (округ, Іллінойс)
Шаблон:StateAbbr_ 39°21′ пн. ш. 90°23′ зх. д. / 39.35° пн. ш. 90.39° зх. д.
Округ  Грін (англ. Greene County) — округ (графство) у штаті Іллінойс, США. Ідентифікатор округу 17061.

## Історія
Округ утворений 1821 року.

## Демографія
За даними перепису 
2000 року 
загальне населення округу становило 14761 осіб, зокрема міського населення було 4658, а сільського — 10103.
Серед мешканців округу чоловіків було 7254, а жінок — 7507. В окрузі було 5757 домогосподарств, 4078 родин, які мешкали в 6332 будинках.
Середній розмір родини становив 3.
Віковий розподіл населення поданий у таблиці:
| Стать    | До 15 років | 15-21 | 22-29 | 30-39 | 40-49 | 50-65 | 65-85 | Понад 85 |
| -------- | ----------- | ----- | ----- | ----- | ----- | ----- | ----- | -------- |
| Чоловіки | 1542        | 846   | 693   | 981   | 1053  | 1065  | 976   | 98       |
| Жінки    | 1513        | 653   | 643   | 943   | 1079  | 1166  | 1246  | 264      |

## Суміжні округи
- Скотт — північ
- Морган — північ
- Макупін — схід
- Джерсі — південь
- Калгун — південний захід
- Пайк — північний захід

## Виноски
1. ↑  US Decennial Census. US Census Bureau. Архів оригіналу за 26 квітня 2015. Процитовано 5 липня 2014.
2. ↑  Historical Census Browser. University of Virginia Library. Архів оригіналу за 11 серпня 2012. Процитовано 5 липня 2014.
3. ↑  Population of Counties by Decennial Census: 1900 to 1990. US Census Bureau. Архів оригіналу за 24 квітня 2014. Процитовано 5 липня 2014.
4. ↑  Census 2000 PHC-T-4. Ranking Tables for Counties: 1990 and 2000 (PDF). US Census Bureau. Архів оригіналу (PDF) за 18 грудня 2014. Процитовано 5 липня 2014.
5. ↑  State & County QuickFacts. US Census Bureau. Архів оригіналу за 6 червня 2011. Процитовано 5 липня 2014.(англ.) Наведено за англійською вікіпедією.
6. ↑  American FactFinder. Бюро перепису населення США. Архів оригіналу за 26 лютого 2012. Процитовано 31 січня 2008.

| США | Це незавершена стаття з географії США. Ви можете допомогти проєкту, виправивши або дописавши її. |